# استان آرتمیسا

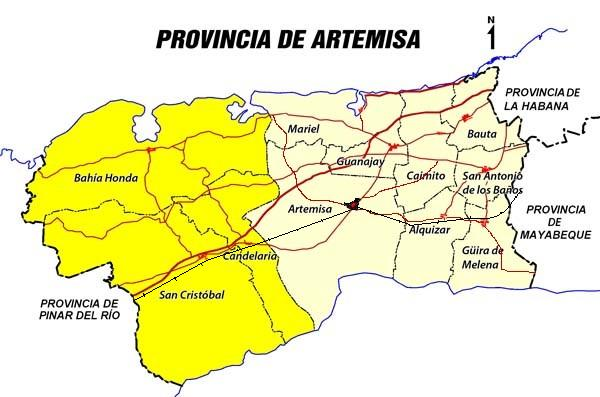
نقشه استان آرتمیسا

استان آرتمیسا (به اسپانیایی: Provincia de Artemisa) یکی از استان‌های کوبا است که در غرب این کشور واقع شده و پایتخت آن شهر آرتمیسا است.

## خصوصیات
استان آرتمیسا یکی از دو استان جدیدالتأسیس کوبا است که از تقسیم استان هابانای سابق به وجود آمده‌اند (استان جدیدالتأسیس دیگر مایابکه است). تأسیس این استان در ۱ ماه اوت ۲۰۱۰ توسط مجلس ملی قدرت مردم کوبا به تأیید رسید و این استان جدید از ۱ ژانویه ۲۰۱۱ به طور رسمی شکل گرفت. این استان از ۸ شهر در نیمهٔ غربی استان هابانای سابق و نیز ۳ شهر از استان پینار دل ریو شکل گرفته است.
مساحت این استان ۴٬۰۰۴٫۲۷ کیلومترمربع است و ۵۰۲٬۳۱۲ نفر جمعیت دارد.

## نگارخانه

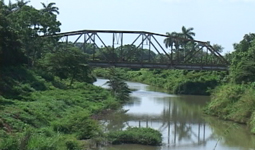
رود سن کریستوبال
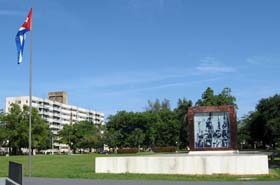
آرامگاه شهدای آرتمیسا
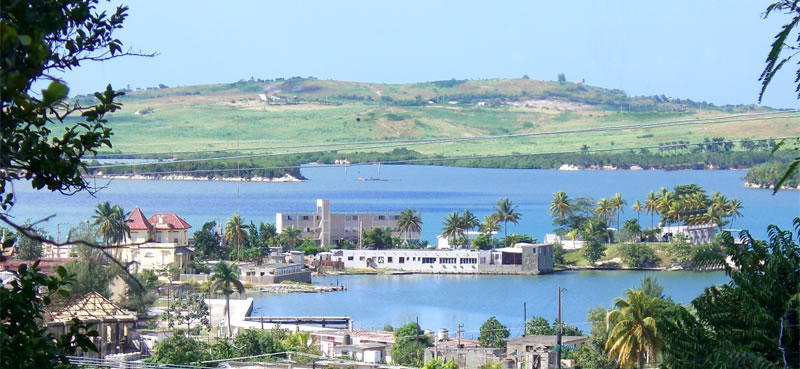
بائیا و بندر مارییِل